# Торвайн
 Торвайн  (англ. и валл. Torfaen) — унитарная административная единица (округ) Уэльса со статусом города-графства (англ. county borough).
Унитарная единица образована Актом о местном управлении 1994 года.
Область расположена в южном Уэльсе и граничит с округами Ньюпорт на юге, Монмутшир на востоке, Блайнай-Гвент и Кайрфилли на западе. Торвайн находится на территории  традиционного графства Монмутшир.
Основными городами области являются: Кумбран, Понтипул и Блайнавон.

### Города Торвайна
- Блайнавон на сайте BBC Wales South East. Архивная копия от 30 октября 2011 на Wayback Machine  (англ.)
- Сайт объекта Всемирного наследия «Горнопромышленный ландшафт Блайнавона».  (англ.)
- Кумбран на сайте BBC Wales South East. Архивная копия от 23 января 2011 на Wayback Machine  (англ.)
- Понтипул на сайте BBC Wales South East. Архивная копия от 4 сентября 2012 на Wayback Machine  (англ.)